# Ste. Genevieve (Missouri)
Ste. Genevieve é uma cidade localizada no estado americano de Missouri, sede do condado de Sainte Genevieve.

## Demografia
Segundo o censo americano de 2000, a sua população era de 4476 habitantes.

## Geografia
De acordo com o United States Census Bureau tem uma área de
10,8 km², dos quais 10,8 km² cobertos por terra e 0,0 km² cobertos por água.

## Localidades na vizinhança
O diagrama seguinte representa as localidades num raio de 16 km ao redor de Ste, Genevieve.